# 霍霍利夫 (布羅瓦里區)
50°31′12″N 31°1′45″E / 50.52000°N 31.02917°E
霍霍利夫（羅馬化：Hoholiv）是位於烏克蘭北部的村莊，由基辅州布羅瓦里區的大季梅爾卡市鎮負責管轄。該村始建於1148年，面積13.1平方公里，海拔高度116米，2001年人口4,809，人口密度每平方公里367.7人。